# ZMIZ2
ZMIZ2‏ (Zinc finger MIZ-type containing 2) هوَ بروتين يُشَفر بواسطة جين ZMIZ2 في الإنسان.